# 283 a. C.
El año 283 a. C. fue un año del calendario romano prejuliano. En el Imperio romano se conocía como el Año 471 Ab urbe condita. 

## Acontecimientos
- Antígono II Gónatas sube al trono de Macedonia.
- Filetero se convierte en gobernador de Pérgamo.
- Ptolomeo II Filadelfos sube al trono de Egipto.
- Se da inicio en Alejandría a la traducción al griego de la Torá.[1]

## Fallecimientos
- Ptolomeo I, rey de Egipto (n. 367 a. C.).